# Чакраварти Раджагопалачария
Чакраварти Раджагопалача́рия (англ. Chakravarti Rajagopalachari, там. இராசகோபாலாச்சாரி, хинди चक्रवर्ती राजगोपालाचारी; 10 декабря 1878 — 25 декабря 1972) — индийский государственный деятель. Занимал должность генерал-губернатора Индии с 21 июня 1948 по 26 января 1950 года. Один из лидеров Индийского национального конгресса, участник Движения несотрудничества и гражданского неповиновения. Основатель партии Сватантра.

## Биография
Родился 10 декабря 1878 года в Тхорапалли, ныне штат Тамилнад. Получил образование в Центральном колледже Ченнаи, а затем продолжил обучение в Бангалорском университете. В 1900 году он начал юридическую практику, затем стал главой муниципалитета округа Салем. В 1930 году едва не попал в места лишения свободы за участие в Соляном походе. В 1937 году Чакраварти был избран премьером Мадрасского президентства и работал на этой должности до 1940 года, затем ушёл в отставку в знак протеста против объявления Великобританией войны Германии. Однако позже он поддержал военную кампанию Великобритании и выступил против участников Августовского движения.
Чакраварти выступал за переговоры с Мухаммадом Али Джинной и Мусульманской лигой, однако его план по сохранению единой страны был отвергнут мусульманами. В 1946 году он был назначен министром промышленности, питания, образования и финансов Временного правительства Индии, а затем стал губернатором Западной Бенгалии (с 1947 по 1948 г.). С 1948 по 1950 год был генерал-губернатором Индии в период обладания страной статуса доминиона, министром внутренних дел с 1951 года по 1952 год и главным министром штата Мадрас с 1952 по 1954 год.
В 1959 году он ушёл из Индийского национального конгресса и основал оппозиционную консервативно-либеральную партию Сватантра, которая участвовала на парламентских выборах в 1962, 1967 и 1972 годах.
Скончался 25 декабря 1972 года в Ченнаи.

## Семья
- сын Нарасимхан был депутатом Лок сабхи.
- Дочь Лакшми была замужем за сыном Махатмы Ганди Девдасом. Внук Гопалакришна занимал пост губернаторов Западной Бенгалии и Бихара.